# Trichoniscus scheerpeltzi
Trichoniscus scheerpeltzi är en kräftdjursart som beskrevs av Hans Strouhal 1958B. Trichoniscus scheerpeltzi ingår i släktet Trichoniscus och familjen Trichoniscidae. Inga underarter finns listade i Catalogue of Life.